# Henning Mankell

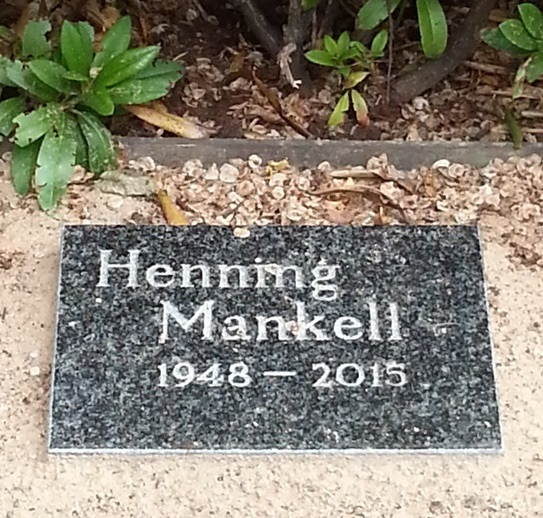
Grób Henninga Mankella

Henning Mankell (ur. 3 lutego 1948 w Sztokholmie, zm. 5 października 2015 w Göteborgu) – szwedzki pisarz, dziennikarz, reżyser i autor sztuk teatralnych.

## Życie prywatne
Mankell urodził się w Sztokholmie, dorastał w Sveg (region Härjedalen) oraz w Borås (Västergötland). Ojciec Henninga, Ivar, był sędzią, a dziadek, również Henning – kompozytorem. Pisarz był żonaty z Evą Bergman, córką Ingmara Bergmana. Mieszkał na zmianę w Szwecji i Mozambiku.
W roku 2014 Henning Mankell ujawnił, że zdiagnozowano u niego raka płuc. Poinformował o tym na łamach gazety „Goeteborgs-Posten”.

## Twórczość
W swojej twórczości porusza tematy społeczne, analizuje zmiany zachodzące w mentalności szwedzkiego społeczeństwa oraz międzyludzkie relacje. Z racji fascynacji Afryką często w jego publikacjach pojawiają się akcenty krytykujące ekonomiczną eksploatację tego kontynentu oraz bierność świata wobec degeneracji afrykańskich społeczeństw i kultury. Adresatami jego twórczości są zarówno dorośli, jak i dzieci i młodzież. Za książki dla najmłodszych czytelników został uhonorowany Nagrodą Astrid Lindgren (w 1996) oraz Medalem Nilsa Holgersona (1991).
W Polsce, podobnie jak w większości krajów poza rodzinną Szwecją, popularność przyniosła mu seria powieści kryminalnych, których bohaterem jest komisarz policji Kurt Wallander.

### Powieści z Kurtem Wallanderem
Kurt Wallander to fikcyjny policjant, który mieszka i pracuje w Ystad. W powieściach wspólnie z grupą współpracowników z komendy poszukuje sprawców brutalnych morderstw. Publikacja serii rozpoczęła się w 1991.
W tych kryminałach Mankell kładzie duży nacisk na pokazanie żmudnej pracy policji, drobiazgowo rejestruje procesy myślowe swoich bohaterów. Ważniejsze od opisu zbrodni są dociekania nad psychologicznymi motywacjami postępowania bohaterów. Rozwikłanie zagadki zabójstwa poparte jest solidną i wytrwałą pracą policjantów, którzy nie są wolni od ludzkich słabostek, zdarza im się mylić i popełniać błędy.
Konstrukcja powieści Mankella nie należy do łatwych, rzadko odwołuje się do zbiegów okoliczności czy literackich fajerwerków. Styl jest rzeczowy, a wydarzenia oparte na realnym podobieństwie.
Poprzez drobiazgową rejestrację myśli i czynów bohaterów Mankell, niejako na uboczu, próbuje dociec, jakie są przyczyny zmian w mentalności szwedzkiego społeczeństwa u schyłku XX i na początku XXI wieku. Bohaterowie Mankella, wyrośli w społeczeństwie dobrobytu państwa socjalnego, muszą stawić czoła brutalizacji stosunków międzyludzkich, wszechobecności przemocy, często wywoływanej przez kulturę masową, wpływowi emigrantów na hermetyczne dotąd społeczeństwo. Motyw nieodwracalnych zmian towarzyszy również życiu prywatnemu bohaterów, którzy rozwodzą się, tracą bliskich.
Kurt Wallander jest bohaterem następujących książek:
| Tytuł oryginału      | Rok  | Tytuł przekładu                | Rok  | ISBN polskiego wydania | Główne motywy |
| Mördare utan ansikte | 1991 | Morderca bez twarzy            | 2004 | ISBN 83-7414-247-2     | imigranci, niewierność |
| Hundarna i Riga      | 1992 | Psy z Rygi                     | 2006 | ISBN 83-7414-227-8     | rozpad ZSRR, mafia |
| Den vita lejoninnan  | 1993 | Biała lwica                    | 2005 | ISBN 83-7414-067-4     | apartheid w Południowej Afryce, zawodowi zabójcy |
| Mannen som log       | 1994 | Mężczyzna, który się uśmiechał | 2007 | ISBN 978-83-7414-291-5 | międzynarodowy biznes, zamożność |
| Villospår            | 1995 | Fałszywy trop                  | 2002 | ISBN 83-7311-947-7     | sadyzm, seryjny zabójca |
| Den femte kvinnan    | 1996 | Piąta kobieta                  | 2005 | ISBN 83-89291-53-3     | maltretowanie kobiet, zemsta |
| Steget efter         | 1997 | O krok                         | 2006 | ISBN 83-7414-173-5     | homoseksualizm, tajne stowarzyszenie, seryjny zabójca |
| Brandvägg            | 1998 | Zapora                         | 2008 | ISBN 978-83-7414-420-9 | cyberterroryzm, globalizacja, ekologia |
| Pyramiden            | 1999 | Piramida                       | 2011 | ISBN 978-83-7747-600-0 | Cios, Szczelina, Mężczyzna na plaży, Śmierć fotografa, Piramida – zbiór opowiadań o wczesnym okresie pracy Wallandera (po raz pierwszy wyd. w Polsce w trzech tomach w serii: Zima z kryminałem) |
| Innan frosten        | 2002 | Nim nadejdzie mróz             | 2012 | ISBN 978-83-7747-648-2 | Kurt Wallander jest w tej powieści postacią drugoplanową, główną bohaterką jest jego córka – Linda                                                                                               |
| Den orolige mannen   | 2009 | Niespokojny człowiek           | 2010 | ISBN 978-83-7414-839-9 | zimna wojna |
| Handen               | 2013 | Ręka                           | 2013 | ISBN 978-83-7881-497-9 | ostatnia część cyklu, wcześniej dystrybuowana jedynie w Holandii jako Het graf (2004), w 2013 r. poprawiona, wydana po szwedzku i włączona do oficjalnego cyklu opowieści o Wallanderze.         |

### Pozostałe publikacje
- 1973 Bergsprängaren.
- 1974 Sandmålaren.
- 1977 Vettvillingen.
- 1979 Fångvårdskolonin som försvann.
- 1980 Dödsbrickan.
- 1981 En seglares död.
- 1982 Daisy Sisters.
- 1983 Apelsinträdet.
- 1983 Älskade syster.
- 1984 Sagan om Isidor.
- 1990 Hunden som sprang mot en stjärna. (Pies, który biegł ku gwieździe; wyd. pol. 2008)
- 1990 Leopardens öga.
- 1991 Skuggorna växer i skymningen. (Cienie rosną o zmierzchu; wyd. pol. 2009)
- 1992 Katten som älskade regn.
- 1995 Comédia Infantil. (wyd. pol. 2008)
- 1995 Eldens hemlighet
- 1996 Pojken som sov med snö i sin säng. (Chłopiec, który spał pod pierzyną ze śniegu; wyd. pol. 2009)
- 1998 Resan till värdens ände. (Podróż na koniec świata; wyd. pol. 2010)
- 1999 I sand och i lera.
- 2000 Danslärarens återkomst. (Powrót nauczyciela tańca; wyd. pol. 2011)
- 2000 Labyrinten.
- 2000 Vindens son.
- 2001 Eldens gåta.
- 2001 Tea-Bag.
- 2003 Jag dör, men minnet lever.
- 2004 Djup. („Głębia”, wyd. pol. 2017)
- 2005 Kennedys hjärna. (Mózg Kennedy’ego, wyd. pol. 2013)
- 2005 Eldens vrede
- 2006 Italienska skor. („Włoskie buty”, wyd. pol. 2013)
- 2008 Kinesen. (Chińczyk; wyd. pol. 2009)
- 2010 Jag är här.
- 2011 Minnet av en smutsig ängel. (Wspomnienia brudnego anioła; wyd. pol. 2014)
- 2014 "Kvicksand" ("Grząskie piaski"; wyd. pol. 2015)
- 2016 "Svenska gummistövlar" ("Szwedzkie kalosze"; wyd. pol. 2016)

## Filmy
Mankell jest autorem scenariuszy do wielu filmów nakręconych w Szwecji, w tym trzech seriali o komisarzu Wallanderze.
W pierwszym główną rolę grał Rolf Lassgård, w drugim Lennart Jähkel.
Najnowszy z nich Wallander ma 26 odcinków, a komisarza gra Krister Henriksson:
- 2005 Wallander: Nim nadejdzie mróz (Innan frosten), Byfånen, Bröderna, Mörkret, Afrikanen, Wallander - Mastermind (Mastermind)
- 2006 Den svaga punkten, Fotografen, Täckmanteln, Luftslottet, Blodsband, Jokern, Hemligheten

Mastermind jest sprzedawany w Polsce jako opcjonalny dodatek do książki Mężczyzna, który się uśmiechał.
W brytyjskim serialu główną rolę gra Kenneth Branagh.

## Nagrody
- 1991 – Medal Nilsa Holgerssona
- 1991 – Svenska Deckarakademin w kategorii powieści kryminalnych
- 1996 – Nagroda Szwedzkiego Radia za Powieść za Comedia infantil
- 1996 – Nagroda Astrid Lindgren
- 2001 – Nagroda Złoty Sztylet, przyznawana przez Stowarzyszenia Pisarzy Literatury Kryminalnej (The Crime Writers' Association za Fałszywy trop
- 2005 – Gumshoe Award dla Najlepszej Europejskiej Powieści Kryminalnej (The Gumshoe Award for Best European Crime Novel[6] za Danslärarens återkomst
- 2009 – Europejska Nagroda Literatury Kryminalnej Ripper Award